# لوي بيكرتون
لوي بيكرتون (بالإنجليزية: Louie Bickerton)‏ كانت لاعبة كرة مضرب أسترالية. كما أنها إحدى بطلات الجراند سلام حيث فازت بالبطولة الأسترالية للزوجي ثلاث مرات.

## النهائيات

### الفردي (الوصافة 1)
| الحصيلة | السنة | البطولة            | المنافس في النهائي | النتيجة في النهائي |
| ------- | ----- | ------------------ | ------------------ | ------------------ |
| الوصافة | 1929  | البطولة الأسترالية | دافني أخورست       | 1–6, 7–5, 2–6      |

### الزوجي (الألقاب 3, الوصافة 1)
| الحصيلة | السنة | البطولة            | الشريك           | المنافس في النهائي                 | النتيجة في النهائي |
| ------- | ----- | ------------------ | ---------------- | ---------------------------------- | ------------------ |
| الفوز   | 1927  | البطولة الأسترالية | ميريل أوهارا وود | إسنا بويد سيلفيا لانس هاربر        | 6–3, 6–3           |
| الفوز   | 1929  | البطولة الأسترالية | دافني أخورست     | سيلفيا لانس هاربر ميريل أوهارا وود | 6–2, 3–6, 6–2      |
| الفوز   | 1931  | البطولة الأسترالية | دافني أخورست     | نيل لويد لورنا اوتز                | 6–0, 6–4           |
| الوصافة | 1935  | البطولة الأسترالية | نيل هوبمان       | إيفلين ديرمان نانسي ليل            | 3–6, 4–6           |

## الخط الزمني للفردي
مفتاح
| ف | ن | ن.ن | ر.ن | د# | د.م | ل | أ.أ | ت | غ | ب | ف | ذ | م.خ | ل.ت |

(ف) فاز بالبطولة (ن) وصل النهائي (ن.ن) نصف النهائي (ر.ن) ربع النهائي (د#) الأدوار الأربعة الأولى (د.م) دور المجموعات (ل) شارك في كأس ديفيز (أ.أ) خرج من الأدوار الاولى (ت) خسر التصفيات التأهيلية (غ) غاب عن الحدث أو البطولة (ب) حصل على ميدالية برونزية (ف) حصل على ميدالية فضية (ذ) حصل على ميدالية ذهبية (م.خ) بطولة الماسترز خُفضت إلى مرتبة أقل (ل.ت) البطولة لم تعقد في السنة المعينة.
لتجنب الارتباك وازدواجية الحساب، يتم تحديث هذه المعلومات إما في نهاية البطولة، أو عندما تكون مشاركة اللاعب في البطولة قد انتهت.
| الدورة             | 1925  | 1926  | 1927  | 1928  | 1929  | 1930  | 1931  | 1932  | 1933  | 1934  | 1935  | إجمالي ف/م |
| ------------------ | ----- | ----- | ----- | ----- | ----- | ----- | ----- | ----- | ----- | ----- | ----- | ---------- |
| البطولة الأسترالية | د2    | غ     | ن.ن   | ن.ن   | ن     | ن.ن   | ر.ن   | غ     | غ     | ن.ن   | ر.ن   | 0 / 8      |
| البطولة الفرنسية   | غ     | غ     | غ     | د3    | غ     | غ     | غ     | غ     | غ     | غ     | غ     | 0 / 1      |
| بطولة ويمبلدون     | غ     | غ     | غ     | د4    | غ     | غ     | غ     | غ     | غ     | غ     | غ     | 0 / 1      |
| البطولة الأمريكية  | غ     | غ     | غ     | غ     | غ     | غ     | غ     | غ     | غ     | غ     | غ     | 0 / 0      |
| م.ف                | 0 / 1 | 0 / 0 | 0 / 1 | 0 / 3 | 0 / 1 | 0 / 1 | 0 / 1 | 0 / 0 | 0 / 0 | 0 / 1 | 0 / 1 | 0 / 10     |

- إجمالي ف / م = إجمالي الفوز والمشاركة